# Paul Reder
Paul Reder (Wurtzburgo, 20 de agosto de 1971) é um prelado alemão da Igreja Católica, atual bispo auxiliar em Würzburg.

## Vida
Paul Reder frequentou a Escola Primária Schiller em Würzburg de 1977 a 1981. Depois de se formar no Würzburg Riemenschneider-Gymnasium, ele estudou filosofia e teologia católica com especialização em educação e psicologia na Universidade Julius Maximilian de Würzburg de 1990 a 1996. É membro da associação científica estudantil católica Unitas-Hetania zu Würzburg na UV desde seus tempos de estudante. De 1996 a 2010 foi assistente de pesquisa na Cátedra de História da Igreja Antiga, Arqueologia e Patrologia Cristã, e mais tarde na Cátedra de Dogmática da Universidade de Würzburgo. Em 2010 ingressou no seminário de Würzburg. Em 28 de setembro de 2013 foi ordenado diácono em Würzburg pelo Bispo Friedhelm Hofmann e em 7 de junho de 2014 também recebeu a ordenação presbiteral, sendo incardinado na Diocese de Würzburg, do bispo Friedhelm Hofmann na Catedral de Würzburg.
Após a ordenação, Reder trabalhou inicialmente como capelão em Schondra e na comunidade paroquial Jesus - Fonte de Vida em Bad Kissingen (2014-2017), bem como como vigário paroquial em Fladen, na comunidade paroquial Franziska Streitel em Mellrichstadt (2017-2020) e na comunidade paroquial de Besengau em Bastheim (2018-2020) antes de se tornar pároco das paróquias de Heiligkreuz und St. Elisabeth e St. Burkard – St. Bruno em Würzburg. A partir de 2020, Reder trabalhou como pastor in solidum da área pastoral de Schweinfurter Mainbogen com sede em Heidenfeld.
Em 25 de março de 2024, o Papa Francisco o nomeou bispo titular de Petina e bispo auxiliar de Würzburg. A ordenação episcopal ocorreu em 9 de maio de 2024 na Catedral de Würzburg, pelas mãos do Bispo de Wurtzburgo, Franz Jung, coadjuvado por Herwig Gössl, arcebispo de Bamberg e por Friedhelm Hofmann, bispo emérito de Würzburg.

## Link Externo
- Biografia de Paul Reder na página inicial da Diocese de Würzburg
- «Paul Reder» (em inglês). GCatholic.org
- Cheney, David M. «Paul Reder» (em inglês). Catholic-Hierarchy.org